# Primal Fear (película)
Primal Fear (La raíz del miedo o La verdad desnuda en Hispanoamérica y Las dos caras de la verdad en España) es una película estadounidense, dirigida por Gregory Hoblit, estrenada en 1996 y basada en la novela de William Diehl Primal Fear. El film, protagonizado por Richard Gere, Laura Linney y Edward Norton, supuso el debut cinematográfico de este último, así como el Globo de Oro al mejor actor de reparto y su candidatura al Oscar como mejor actor de reparto. Edward Norton fue elegido para la película al pasar un casting de más de 2000 personas y tras rechazar Leonardo DiCaprio el mismo papel.

## Argumento
Martin Vail (Richard Gere) es un ambicioso y mediático abogado defensor de Chicago, que centra su carrera en juicios de gran repercusión social con el objetivo de aparecer en prensa y televisión para ganar más clientes. Cuando escucha en las noticias que un acólito, Aaron Stampler (Edward Norton), ha sido acusado del asesinato del arzobispo Rushman, lo visita en la cárcel de la ciudad, habla con él y acaba convirtiéndose en su abogado. El interés de Vail en un principio es meramente publicitario, pero tras varias conversaciones con el acusado, donde destapa los abusos sexuales del religioso, se implica emocionalmente en el caso como nunca antes lo había hecho.
El abogado Martin Vail ama ser el centro de atención y hace todo lo posible para que sus clientes de alto perfil, sean absueltos por errores de tecnicismos legales de los fiscales y mediante acuerdos extrajudiciales, mientras un reportero escribe un reportaje sobre él para una revista. Un día en el bar después del trabajo, ve un informe de noticias sobre el arresto de Aaron Stampler, un monaguillo de Kentucky de 19 años con tartamudez y problemas mentales, está acusado de asesinar brutalmente al amado arzobispo Rushman. Entonces Vail aprovecha la oportunidad de representar al joven gratis para salir en las noticias, obtener notoriedad, prensa, fama y más clientes como un astuto abogado defensor. Durante sus reuniones en la cárcel del condado con Stampler, el abogado Vail llega a creer que su cliente es inocente, para disgusto de la examante de Vail, la joven fiscal Janet Venable que trata de convencer al jurado para condenarlo a la pena de muerte.
Cuando comienza el juicio, el abogado Vail descubre que poderosos líderes cívicos de la ciudad, incluido el corrupto fiscal del estado John Shaughnessy, perdieron recientemente millones de dólares en proyectos de inversiones inmobiliarias, debido a la sorpresiva decisión del arzobispo Rushman de no desarrollar en ciertas tierras propiedad de la iglesia, en donde no se podrá construir los condominios y el arzobispo recibió en secreto numerosas amenazas de muerte, de bandas de criminales en los últimos meses enviados por el fiscal.
Siguiendo un consejo de otro exmonaguillo que escapa y vive en la calle, sobre una cinta de video que involucra al detenido Stampler, el abogado Vail realiza una búsqueda en el apartamento del Arzobispo Rushman y encuentra una cinta VHS filmada por Rushman, la cambia por otra cinta en blanco, y luego ve en su oficina, la cinta muestra a Stampler siendo abusado sexualmente con otro monaguillo adolescente y una joven adolescente llamada Linda Forbes. El abogado Vail se encuentra ahora en un dilema: presentar esta evidencia haría que el joven Stampler simpatizara más con el jurado, pero también le daría al jurado un motivo para el asesinato de Rushman, que la fiscal Venable todavía no ha podido establecer y al final él perdería el caso.
Cuando el abogado Vail se enfrenta a su cliente detenido en la cárcel y lo acusa de haber mentido, Stampler rompe a llorar y de repente se transforma en una nueva persona: un sociópata violento que se hace llamar "Roy", confiesa el asesinato de Rushman y luego en un episodio de locura temporal amenaza con matar al abogado Vail. Cuando la doctora Molly Arrington interviene, este incidente termina, Stampler vuelve a ser pasivo y tímido, y parece no recordar el cambio de personalidad, lo que él llama haber "perdido la cabeza".
Molly Arrington, la neuropsicóloga que examinó a Stampler, lo entrevista y presenció todo el evento, está convencida de que está loco y tiene un trastorno de identidad disociativo, causado por años de abuso físico y sexual a manos de su padre, y el Arzobispo Rushman. El abogado Vail no quiere escuchar esto, porque sabe no puede presentar una declaración de locura nuevamente durante un juicio en curso, después de haber negado que su cliente estaba loco y podría perder el caso si lo condenan a la pena de muerte.
El astuto abogado Vail establece lentamente una confrontación en la corte al dejar caer pistas al jurado, sobre las tendencias abusivas del Arzobispo Rushman, así como las múltiples personalidades de Stampler y sus problemas de salud mental, para que el jurado lo considere como una posibilidad. También logra le entreguen la cinta de VHS del abuso a la fiscal Venable, considerando ella podría darse cuenta de quién la envió, por estar bajo una intensa presión de Shaughnessy y su jefe Bud Yancy, mentor y protector, que promueve su carrera de fiscal, para presionar al juez, convencer al jurado y lograr emitir un veredicto de culpabilidad a cualquier costo contra el detenido, y ella usará la cinta como prueba del motivo de su asesinato, manipulando el veredicto del juicio y finalmente el juez, el jurado y la prensa descubran su locura, para evitar la pena de muerte y ganar el caso, al estar incapacitado por su locura.
En el clímax, el abogado Vail pone a Stampler en el estrado de los testigos y entonces le pregunta amablemente sobre el abuso sexual que sufrió a manos de Rushman. También presenta evidencia de que Shaughnessy y Bud Yancy, en el pasado habían encubierto evidencia de que Rushman abusó sexualmente de otro joven, para no perjudicar la marcha de sus negocios inmobiliarios en la ciudad, porque Rushamn sería cambiado de parroquia, sancionado o detenido, al enfrentar un escándalo tan grande y afectar la opinión pública.
Después de que la fiscal Venable interroga duramente al detenido Stampler en el interrogatorio en el juicio en su contra, Stampler se convierte en "Roy" en audiencia pública y la ataca, amenazando con romperle el cuello si alguien se le acerca. Los alguaciles del juzgado lo someten y llevan rápidamente a su celda de detención. El juez destituye al jurado a favor de un juicio rápido en la banca de abogados y luego declara inocente de los cargos presentados, no culpable de sus actos a Stampler, por razón de locura comprobada y lo envía a un hospital psiquiátrico de máxima seguridad como sanción por su crimen, el abogado Vail gana el caso y logra notoriedad en los medios, logrando promover más su carrera como un astuto abogado defensor de presuntos criminales, al lograr que anulen el caso y no lo condenen a muerte, mientras la fiscal Venable es despedida por perder el caso, permitir que los crímenes de Rushman sean expuestos públicamente y caer en la trampa del abogado Vail.
El abogado Vail visita a Stampler en su celda en el juzgado, antes de ser llevado al hospital para informarle del despido de la fiscal Venable y que de una forma él ganó el caso, al evitar que lo condenen a muerte por su locura, encierren en un hospital y lograr con su manipulación del caso, la fiscal Venable presente el video al jurado en medio del juicio. Stampler afirma no tener ningún recuerdo de lo sucedido en la sala del tribunal durante el interrogatorio, ya que nuevamente "perdió la cabeza". Sin embargo, cuando Vail se va, Stampler pide "le diga a la señorita fiscal Venable que espero que su cuello esté bien", lo cual no podría haber sido capaz de recordar si hubiera "perdido la cabeza" por su locura. Cuando Vail se enfrenta a él sobre esto, Stampler revela que había fingido el trastorno de personalidad. Ya no tartamudea, se jacta de haber asesinado a Rushman, así como a Linda, su novia que aparece en el video. Cuando Vail pregunta si alguna vez hubo un "Roy", Stampler en su locura temporal responde que "nunca hubo un Aaron". Aturdido y desilusionado, el abogado Vail se aleja y sale del juzgado, mientras Stampler se burla de él desde su celda.

## Premios

### Oscars
| Categoría                       | Receptor      | Resultado |
| ------------------------------- | ------------- | --------- |
| Oscar al mejor actor de reparto | Edward Norton | Candidato |

### BAFTA
| Categoría                       | Receptor      | Resultado |
| ------------------------------- | ------------- | --------- |
| BAFTA al mejor actor de reparto | Edward Norton | Candidato |

### Globos de Oro
| Categoría                              | Receptor      | Resultado |
| -------------------------------------- | ------------- | --------- |
| Globo de Oro al mejor actor de reparto | Edward Norton | Ganador   |